# 波士頓 (德克薩斯州)
波士頓（英語：Boston）是一個位於美國德克薩斯州鮑伊縣的城市。根據2010年美國人口普查，該地共人口1493人，而該地的面積約為5.10平方千米。同時該地也是鮑伊縣的縣治。

## 地理
波士頓的座標為33°26′29″N 94°25′11″W / 33.44139°N 94.41972°W，而該地的平均海拔高度為109米（即354英尺）。